# Javier Fernández Gutiérrez
Javier Fernández Gutiérrez (Madrid, 1958) és un director artístic de cinema espanyol. Ha estat quatre vegades candidat al Goya a la millor direcció artística. Va treballar com a director artístic d'algunes pel·lícules de Pedro Almodóvar com La ley del deseo (1987) i Kika (1993), i en altres com Baton Rouge (1988) i Perdona bonita, pero Lucas me quería a mí (1996). També treballà per a sèries de televisió com Delirios de amor (1989), Entre naranjos (1998), Quítate tú pa' ponerme yo (1998), ¡Ala... Dina! (2000) Manolo & Benito Corporeision (2006), Vida loca (2011), Las aventuras del capitán Alatriste (2013) i El hombre de tu vida (2016).
Ha estat nominat al Goya a la millor direcció artística el 1993 per Kika (amb Alain Bainée), el 1995 per La leyenda de Balthasar el castrado, el 2001 per Sin noticias de Dios i el 2017 per Oro. També ha treballat a les pel·lícules La blanca paloma (1989), Demasiado corazón (1992), El camino de los ingleses (2006), Los años desnudos (Clasificada S) (2008) i La voz dormida (2011).